# Yellow Submarine (revue)
Pour les articles homonymes, voir Yellow Submarine.
Yellow Submarine est un fanzine spécialisé dans la science-fiction et la fantasy, fondé en mars 1983.

## Évolution du format
Après avoir été hebdomadaire puis mensuel, ce petit laboratoire de réflexion sur les littératures de l'imaginaire adopte le format d'un livre-revue, au no 127. D'abord copublié avec Le Bélial', il paraît toujours, au rythme d'un volume tous les  un ou deux ans, mais est publié depuis 2008 par Les moutons électriques. Durant la période mensuelle, des numéros spéciaux avaient été consacrés à Christine Renard, à Michel Jeury et à Serge Lehman. Parmi les auteurs ayant fait leurs premiers pas dans ses pages, il y a Bruno B. Bordier, Marie-Pierre Najman, David Wingrove, Thomas Day et Lewis Trondheim.

## Contenu
La formule actuelle est conçue sous la forme de dossiers monographiques, consacrés successivement à la fantasy (numéros 127 et 129), aux villes de Londres (128) et de San Francisco (130), aux extraterrestres (131), à la conscience historique (132), aux envies d'utopie (133), à la culture du jeu (134) et à la science-fiction japonaise (135). Longtemps dirigée par son créateur, André-François Ruaud (aidé à certaines époques par Bruno B. Bordier puis par Joseph Altairac), la revue a été à partir de 2009 sous la direction de Nicolas Lozzi, puis a été reprise fin 2012 par Alexandre Mare.